# Архангельский, Иван Иванович
Ива́н Ива́нович Арха́нгельский (1832—1888) — русский военный врач, доктор медицины, действительный статский советник.

## Биография
Происходил из духовного звания. Первоначальное образование получил в Смоленской духовной семинарии (вып. 1854). Поступил казённокоштным студентом в Санкт-Петербургскую медико-хирургическую академию, откуда был выпущен в 1859 году лекарем, с золотой медалью, и прикомандирован ко 2-му Санкт-Петербургскому военно-сухопутному госпиталю. За диссертацию «О каустических средствах при болезнях матки» (СПб., 1862), 27 октября 1862 года И. И. Архангельский получил степень доктора медицины и, в 1863 году, со званием акушера, был назначен в Варшавский уяздовский военный госпиталь младшим ординатором. В том же году он был переведён младшим ординатором в Киевский военный госпиталь, а в 1864 году был назначен старшим лекарем 32-й артиллерийской бригады.
В 1865 году И. И. Архангельский был уволен от военной службы и занял должность старшего врача виленской больницы; но в 1866 году он вернулся в военное ведомство и поступил главным лекарем Минского военного госпиталя. Служа в Минске, Архангельский состоял также с 1868 года врачом Минской духовной семинарии и, до выхода в отставку с военной службы в 1881 году, прочитал в Минске шесть публичных лекций по общественной гигиене и диететике, изданных затем отдельной книгой. С 1883 года действительный статский советник. Продолжал состоять врачом в Минской семинарии, а в 1885 году был назначен главным врачом Динабургского военного госпиталя.
Сотрудничал в различных медицинских журналах, помещая статьи специального характера.
Умер 2 (14) марта 1888 года. Похоронен на Большеохтинском кладбище.